# Averdoingt
Averdoingt è un comune francese di 291 abitanti situato nel dipartimento del Passo di Calais nella regione dell'Alta Francia.

## Storia

### Simboli
Lo stemma comunale riprende il blasone della famiglia d'Averdoingt.

## Società

### Evoluzione demografica
Abitanti censiti